# Neoclytus curtulus
Neoclytus curtulus är en skalbaggsart som först beskrevs av Louis Alexandre Auguste Chevrolat 1860.  Neoclytus curtulus ingår i släktet Neoclytus och familjen långhorningar. Inga underarter finns listade i Catalogue of Life.